# تعرف على المشاعر
التعرف على المشاعر هو عملية التعرف على المشاعر الإنسانية. يختلف الناس اختلافًا كبيرًا في دقتهم في التعرف على مشاعر الآخرين. يعد استخدام التقانة لمساعدة الأشخاص في التعرف على المشاعر مجالًا بحثيًا ناشئًا. بشكل عام، تعمل التقانة عملًا أفضل إذا كانت تستخدم طرائق متعددة في السياق. حتى الآن، أُجري معظم العمل على أتمتة التعرف على تعبيرات الوجه من الفِديو، والتعبيرات المنطوقة من الصوت، والتعبيرات المكتوبة من النص، وعلم وظائف الأعضاء كما قاستها الأجهزة المُرتديَة.